# Eumantispa moluccensis
Eumantispa moluccensis is een insect uit de familie van de Mantispidae, die tot de orde netvleugeligen (Neuroptera) behoort. 
Eumantispa moluccensis is voor het eerst wetenschappelijk beschreven door Handschin in 1961.